# Cry For Me (песня Twice)
«Cry For Me» — песня, записанная южнокорейской гёрл-группой Twice. Выпущена 18 декабря 2020 года лейблом JYP Entertainment в качестве предрелизного сингла.
Английская версия позже вошла в физическое издание десятого мини-альбома Taste of Love.

## Предпосылки и релиз
Впервые «Cry For Me» была представлена на церемонии Mnet Asian Music Awards, которая состоялась 6 декабря. Сразу же после трансляции выступления песня попала на вершину поискового чарта MelOn в режиме реального времени и стала одним из самых обсуждаемых моментов премии. Наён рассказала, что, возможно, «Cry For Me» никогда не была бы представлена, если бы не выступление на премии, так как песня не планировалась к официальному релизу, но может быть выпущена в цифровом формате как отдельный сингл, если понравится поклонникам. Сонми, бывшая артистка JYP, рассказала, что изначально должна была стать одним из авторов композиции, но не смогла это сделать из-за загруженного расписания. Райан Теддер, Мелани Фонтана, Мишель Шульц и A Wright в Инстаграме подтвердили, что принимали участие в создании «Cry For Me».
7 декабря в Твиттере агентство впервые анонсировало пред-релиз сингла. 11 декабря была опубликована обложка и анонсирована официальная дата выхода — 18 декабря. Днём ранее открылась возможность предсохранения сингла на Spotify. 14 декабря был представлен концепт-фильм без участия Чонён. 15 декабря были опубликованы фото-тизеры Момо и Мины; 16 декабря — Чжихё и Дахён; 17 декабря — Саны и Цзыюй; 18 декабря — Наён и Чеён.
«Cry For Me» был выпущен 18 декабря в 14:00 по корейскому времени на всех музыкальных платформах.

## Живое выступление
Twice исполнили «Cry For Me» на шоу Келли Кларксон 28 апреля 2021 года.

## Чарты
| Чарты (2020)                             | Высшая позиция |
| ---------------------------------------- | -------------- |
| Япония (Japan Hot 100)                   | 87             |
| Новая Зеландия (RMNZ)                    | 10             |
| Сингапур (RIAS)                          | 12             |
| Республика Корея (Gaon)                  | 164            |
| США World Digital Song Sales (Billboard) | 1              |

## История релиза
| Страна        | Дата                 | Формат                     | Лейбл        |
| ------------- | -------------------- | -------------------------- | ------------ |
| По всему миру | 18 декабря 2020 года | Цифровая загрузка Стриминг | JYP Republic |